# Sabu (catch)
Pour les articles homonymes, voir Brunk.
Terry Michael Brunk, né le 12 décembre 1964 à East Lansing (Michigan)[réf. nécessaire] et mort le 11 mai 2025, portant le nom de ring de Sabu, est un catcheur américain. Il est principalement connu pour son style hardcore.
Entraîné par son oncle, The Sheik, il commence sa carrière en 1985 d'abord aux États-Unis puis au Japon à la Frontier Martial-Arts Wrestling. De retour dans son pays, il rejoint l'Extreme Championship Wrestling (ECW) en 1993 où il devient l'une des principales vedettes en remportant notamment le championnat du monde poids-lourds de l'ECW, le championnat Télévision et le championnat du monde par équipe de l'ECW avec The Tazmaniac.
En 1995, il se fait renvoyer de l'ECW et travaille principalement à la New Japan Pro Wrestling où il remporte le championnat poids-lourds junior International Wrestling Grand Prix et le championnat du monde des poids lourds légers de l'Universal Wrestling Association. Il retourne à l'ECW fin 1995 où il est le rival puis l'allié de Rob Van Dam et remporte à deux reprises le championnat du monde par équipe de l'ECW. Il y est aussi champion du monde poids-lourds une seconde fois ainsi que championnat poids-lourds Fuck the World (FTW).

## Carrière

### Débuts et Frontier Martial–Arts Wrestling (1991–1993)
Brunk s'entraîne par son oncle The Sheik et a comme partenaire d'entraînement Robert Szatkowski qui va adopter le nom de ring de Rob Van Dam. Il commence sa carrière en 1985 sous le nom de Terry Essar à la Big Time Wrestling, la fédération de son oncle. Il change de nom de ring à plusieurs reprises adoptant notamment celui de Terry Snuka et s'annonçant comme le frère de Jimmy Snuka avant d'adopter celui de Sabu.
Au début des années 1990, il part avec son oncle au Japon lutter à la Frontier Martial-Arts Wrestling.

### Eastern Championship Wrestling / Extreme Championship Wrestling (1993-1995)
Sabu rejoint l'Eastern Championship Wrestling (ECW) le 1er octobre 1993 où il bat The Tazmaniac au cours du 1er jour du NWA Bloodfest. Le lendemain, il devient champion poids-lourds de l'ECW après sa victoire sur Shane Douglas. Il remporte le championnat Télévision le 13 novembre dans un match par équipe opposant Sabu et Hawk à Funk et King Kong Bundy. Sa rivalité avec Funk continue en fin d'année avec la perte du championnat poids-lourds le 26 décembre,.
Sabu et Funk se font de nouveau face le 5 février 1994 au cours de The Night the Line was Crossed dans un match à trois comprenant aussi Shane Douglas qui se termine par une égalité après une heure de combat. Le 15 mars, il perd son titre de champion Télévision face à The Tazmaniac. Il tente de récupérer le titre poids-lourds le 16 juillet mais 911 vient le provoquer et cause sa défaite par décompte à l'extérieur. Le 5 novembre au cours de November to Remember, il se blesse au cours de son combat face à Chris Benoit et Joey Styles, le commentateur de l'ECW, pense qu'il vient de se fracturer les vertèbres cervicales. Néanmoins, sa blessure est beaucoup moins grave puisqu'il remonte sur le ring moins de deux semaines après cela.
Fin 1994, il commence à faire équipe avec The Tazmaniac avec qui il tente de devenir champion du monde par équipe de l'ECW le 17 décembre au cours d'Holiday Hell face aux Public Enemy. Ils réussissent à obtenir les ceintures le 4 février 1995 au cours de Double Tables faisant de Sabu le 2e catcheur à détenir les trois championnats de l'ECW au cours de carrière. Ils perdent le titre au cours de leur première défense le 25 février face à Chris Benoit et Dean Malenko. Le 8 avril, l'ECW prévoit un match revanche pour le championnat du monde par équipe mais Sabu est ce jour-là au Japon. Cela met en colère Paul Heyman qui annonce au public le renvoi de Sabu.

### New Japan Pro Wrestling et World Championship Wrestling (1995)
Sabu commence à apparaître à la New Japan Pro Wrestling le 4 janvier 1995 au cours de Battle 7, ce jour-là il fait équipe avec Masahiro Chōno et parviennent à vaincre Junji Hirata et Tatsumi Fujinami. Le 3 juin, il remporte le championnat poids-lourds junior International Wrestling Grand Prix (IWGP) après sa victoire sur Koji Kanemoto. Il défend son titre avec succès face à Black Tiger puis perd sa ceinture face à Kanemoto deux jours plus tard.
À l'automne, il fait un bref passage à la World Championship Wrestling où le 11 septembre il perd par disqualification un match face à Alex Wright car il fait passer son adversaire à travers une table après l'avoir vaincu. Il y devient le rival de Mr. JL qu'il bat à deux reprises : d'abord le 9 octobre puis 20 jours plus tard au cours d'Halloween Havoc,.
Il retourne au Japon à la mi-novembre et y remporte le championnat du monde des poids lourds légers de l'Universal Wrestling Association (UWA) après sa victoire sur Gran Hamada le 23 novembre. Son règne prend le 1er décembre après sa défaite face à El Samurai.

### Retour à l'Extreme Championship Wrestling (1995-2000)

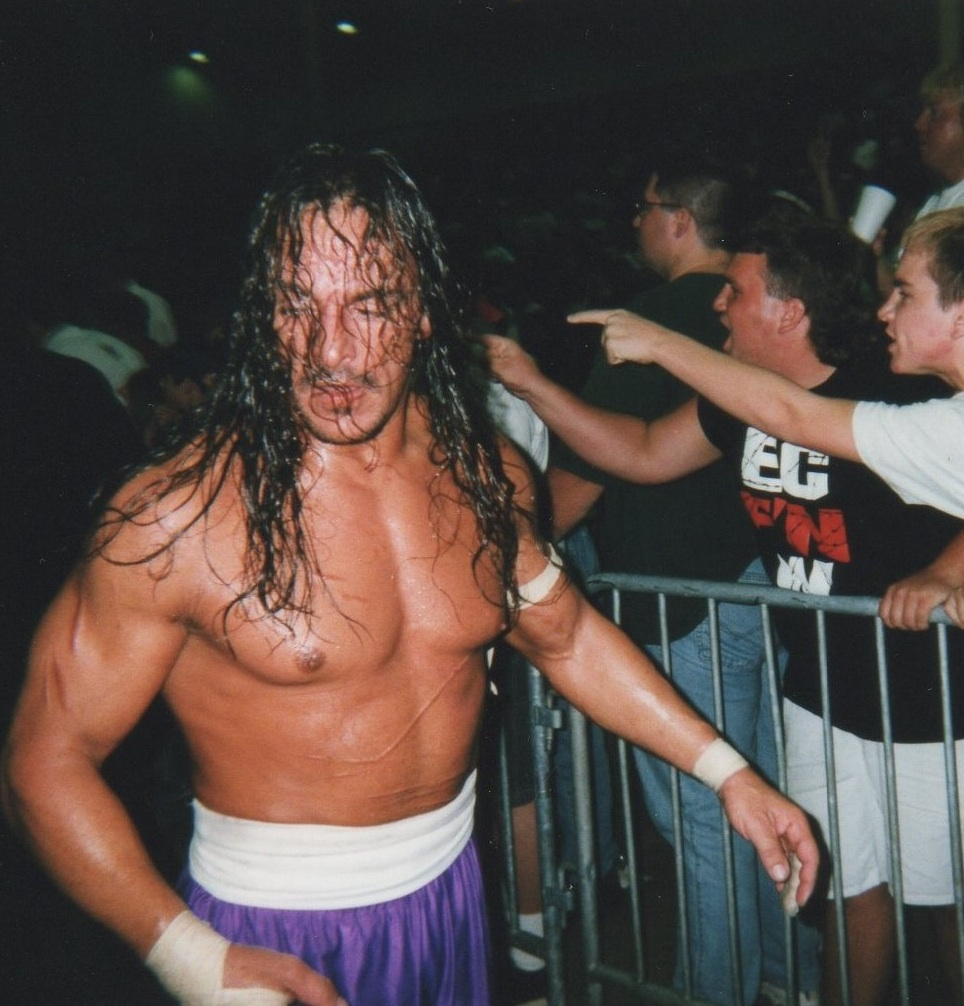
Sabu en 1998 à la ECW.

Il retourne à l'Extreme Championship Wrestling (ECW) le 18 novembre 1995 au cours de November to Remember où il bat Hack Meyers (en).
Il tente à deux reprises de devenir à nouveau champion du monde Télévision mais fait deux égalités face à Too Cold Scorpio d'abord le 17 février 1996 à Cyberslam puis le 8 mars au cours de Big Ass Extreme Bash,. Il est ensuite le rival de Rob Van Dam à qui il doit serrer la main après sa défaite à A Matter of Respect mais ne le fait pas. Cela se conclut par un Stretcher match le 3 août durant The Doctor is in qui voit la victoire de Sabu. Ils décident de s'allier et le 16 novembre à November to Remember ils deviennent challengers pour le championnat du monde par équipes de l'ECW tout comme John Kronus et Perry Saturn face à qui ils ne se sont pas départagés. Plus tard, ils ne réussissent pas à mettre fin au règne de Mustafa et New Jack.

### Juggalo Championship Wrestling and World Wrestling Allstars (2001–2003)
Après la mort de la ECW, Sabu effectue un court passage par la Juggalo Championship Wrestling. Le 14 juillet 2001, il s'empare du JCW Heavyweight Championship en remportant une bataille royale. Il le perdra le lendemain contre Vampiro.
Sabu apparait à la World Wrestling All-Stars à de multiples reprises en 2002 et 2003, pour la première au Pay-per-view Revolution en février 2002 où il perdit contre Devon Storm après que son manager Bill Alfonso lui a accidentellement donné un coup de chaise. Après le match, Sabu et Storm ont continué à se battre sur le passage des entrées des catcheurs. En avril, au PPV Eruption, Sabu battit Storm dans un Steel Cage en s'échappant de la cage.
Par la suite, Sabu participe à la tournée européenne de la WWA en novembre-décembre 2002. Durant cette tournée, il battra ses anciens collègues de la ECW Perry Saturn et Simon Diamond au PPV Retribution en effectuant le tombé sur Diamond pendant que Saturn était à l'extérieur du ring pour protéger sa compagne. Sa dernière apparition à la WWA fut au PPV The Reckoning, où il devait initialement affronter Shane Douglas qui, pour cause de blessure, fut remplacé par Joe E Legend. Sabu remporta ce match, qui fut aussi l'avant-dernier match de la WWA avant sa disparition.
À la Pro-Pain Pro Wrestling, il remporte le 3PW Heavyweight Championship le 19 octobre 2002 en battant Gary Wolfe qui le récupère le mois suivant.
Sabu apparait également à la World Wrestling Council où, le 15 mars 2003, il remporte le WWC Universal Heavyweight Championship en battant Carly Colón. Il devint également le dernier WWC Hardcore Champion (le titre étant finalement abandonné).

### Total Nonstop Action Wrestling (2002-2006)
Sabu fait deux apparitions Total Nonstop Action Wrestling en 2002 : le 17 juillet en battant Malice dans un Ladder match et la semaine suivante contre Ken Shamrock dans un autre Ladder match ; mais le match est déclaré sans vainqueur à la suite de l'intervention de Malice.
En 2004, il intègre le roster de la TNA. En mars, il entame une rivalité handicap contre Monty Brown et Abyss. Finalement il entrera en rivalité avec Raven mais refusera au début de l'affronter, prétendant que son oncle The Sheik (décédé en 2003) lui avait fait promettre de ne pas affronter Raven (qui a également été entrainé par The Sheik). Raven harcela ensuite Sabu au fil des semaines pour le forcer à se battre. Il s'affrontèrent pour la première fois le 23 juillet. Ce fut Raven qui l'emporta, et le match retour du 18 août fut annulé à cause d'une blessure au dos de Sabu.
Blessé, Sabu contracte de plus un virus. Son hospitalisation l'écarte des rings pendant dix mois. Le 12 décembre 2004, plusieurs connaissances de Sabu organisent A Night of Appreciation for Sabu afin de recueillir des fonds pour lui. Participeront à ce show des catcheurs connus tels que Raven, Jimmy Hart, Jeff Hardy, A.J. Styles et Mick Foley.
L'argent gagné suffit à Sabu pour payer ses soins médicaux. Complètement rétabli, il bat N8 Mattson pour son match retour. Parallèlement, il apparaît à Hardcore Homecoming, réunion officieuse des anciens de la ECW, et bat Terry Funk et Shane Douglas dans un Triple Threat Barbed Wire match. Il fait ensuite une apparition à la World Wrestling Entertainment, lors du PPV ECW One Night Stand (2005) en hommage à la ECW, et bat Rhyno.
Sabu revient à la TNA le 29 juillet 2005. À Sacrifice 2005, lui et Raven perdent contre Jeff Jarrett et Rhyno. Durant le match, Abyss est intervenu pour attaquer Sabu, ce qui marque le début d'une rivalité. Ils s'affrontèrent dans un match extrême à Unbreakable que Abyss remporta.
Sabu s'illustra lors d'un des matchs mythiques de la TNA, un Fatal4Way Monster's ball match contre Jeff Hardy, Rhyno et Abyss à Bound for Glory (2005). C'est Rhyno qui remportera la victoire après 10 minutes de combat particulièrement intenses. La même soirée, il perdit dans une bataille royale également remportée par Rhyno.

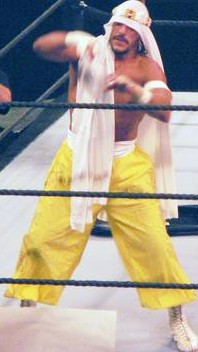
Sabu à un show de la nouvelle ECW.

Sabu continue ensuite sa rivalité avec Abyss, perd contre lui à Genesis 2005 mais le bat dans le premier Barbed Wire match de la TNA à Turning Point 2005. À la suite de ce match, il sera absent des écrans plusieurs mois. Il reviendra à Lockdown 2006 pour tenter de remporter le TNA X Division Championship contre Samoa Joe malgré un avant-bras cassé. Il perdra ce match qui sera son dernier à la TNA pour plusieurs années.

### World Wrestling Entertainment (2006-2007)
Le 24 avril 2006, Sabu annonce sur son site internet qu'il vient de signer un contrat d'un an avec la World Wrestling Entertainment (WWE). À One Night Stand 2006, il affronte Rey Mysterio pour le WWE World Heavyweight Championship dans un Extreme Rules match. Le match se solda par un no contest (pas de vainqueur), les officiels ayant arrêté le match parce que les deux adversaires n'étaient plus en état de catcher (ceci après que Sabu a effectué sur Rey Mysterio un Suicida DDT depuis le ring sur une table en équilibre à l'extérieur du ring). Mysterio conserva donc son titre.
Le 13 juin 2006, à la toute première émission de la nouvelle ECW où il est assigné, Sabu remporte une bataille royale extrême qui lui permet d'aller affronter John Cena dans un Lumberjack match extrême à Vengeance 2006, match qu'il perdra.
Le 2 juillet, dans la vie réelle, Sabu est arrêté par la police en compagnie de Rob Van Dam avec des médicaments (dont du Vicodin) et du matériel d'injection. Il devra payer une amende de 1 000 $. Parallèlement, il bat Stevie Richards dans un Extreme Rules match à Saturday Night's Main Event.
Fin juillet, Sabu commence à parler lui-même (ne respectant donc plus son kayfabe de Libanais ne parlant pas anglais), et défie The Big Show pour le ECW World Championship, ce que Paul Heyman refusa dans le kayfabe pour "protéger" le Big Show. Sabu participe ensuite à un match face à Kurt Angle pour déterminer l'aspirant numéro 1 au titre, mais le match est interrompu par Rob Van Dam. Cela donna lieu à une triple rivalité, dont Angle disparut à la suite d'une blessure qui l'empêchait de catcher. Le match d'aspirant numéro 1 fut donc en Ladder match entre Rob Van Dam et Sabu, que ce dernier remporta, pouvant donc affronter The Big Show à SummerSlam 2006 dans un Extreme Rules match pour le titre. Il perdit le match après un chokeslam à travers une table. Par la suite, il s'allia à Rob Van Dam et The Sandman et entame une rivalité avec eux contre Test, The Big Show, Paul Heyman et Matthew Kaye.

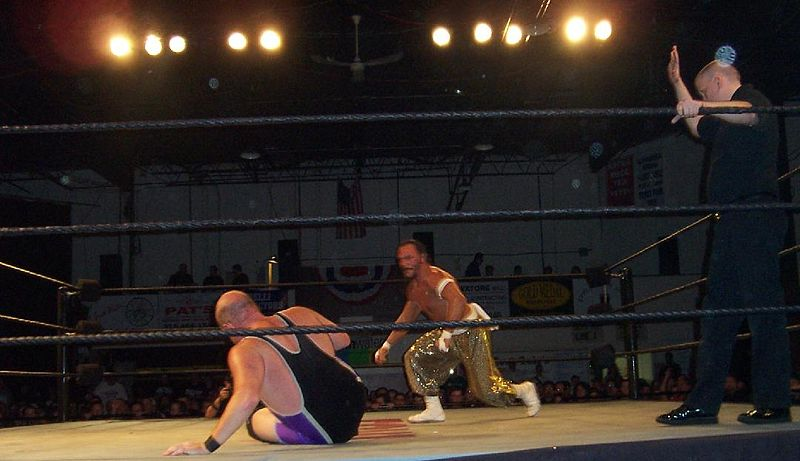
Sabu affrontant C.W. Anderson en juin 2006.

Aux Survivor Series 2006, il participe à un match en équipe à éliminations 5 contre 5. Il éliminera Test avant d'être éliminé par The Big Show. Son équipe remportera finalement la victoire. À December to Dismember, il devait participer à l'Extreme Elimination Chamber match contre The Big Show, Test, Rob Van Dam, Bobby Lashley et CM Punk, mais a été retiré du match et remplacé par Hardcore Holly. Officiellement, il a été remplacé parce qu'il avait été attaqué dans les coulisses et n'était donc plus en état de catcher. Cependant, il a été remplacé car étant en conflit avec la WWE (notamment parce qu'elle ne le laissait pas assez de prises de risques) et parce que Vince McMahon préférait voir Hardcore Holly afin que Bobby Lashley ait plus de heels à affronter. Paul Heyman déclara être très mécontent de cette décision prise au dernier moment, définissant de plus Sabu comme le "catcheur idéal pour une Extreme Elimination Chamber".
Lors du show de la ECW suivant le PPV, CM Punk et Rob Van Dam déclarèrent au micro que leur match la même soirée (contre Test et Hardcore Holly) était dédié à Sabu. Plus tard, Sabu a refait une apparition à la ECW avec une attelle (il était toujours censé être blessé après December to Dismember). Il a également participé au Royal Rumble 2007, où il participe pour la première fois à un Royal Rumble match, Kane l'élimine avec un chokeslam depuis la troisième corde à travers une table posée sur le sol.

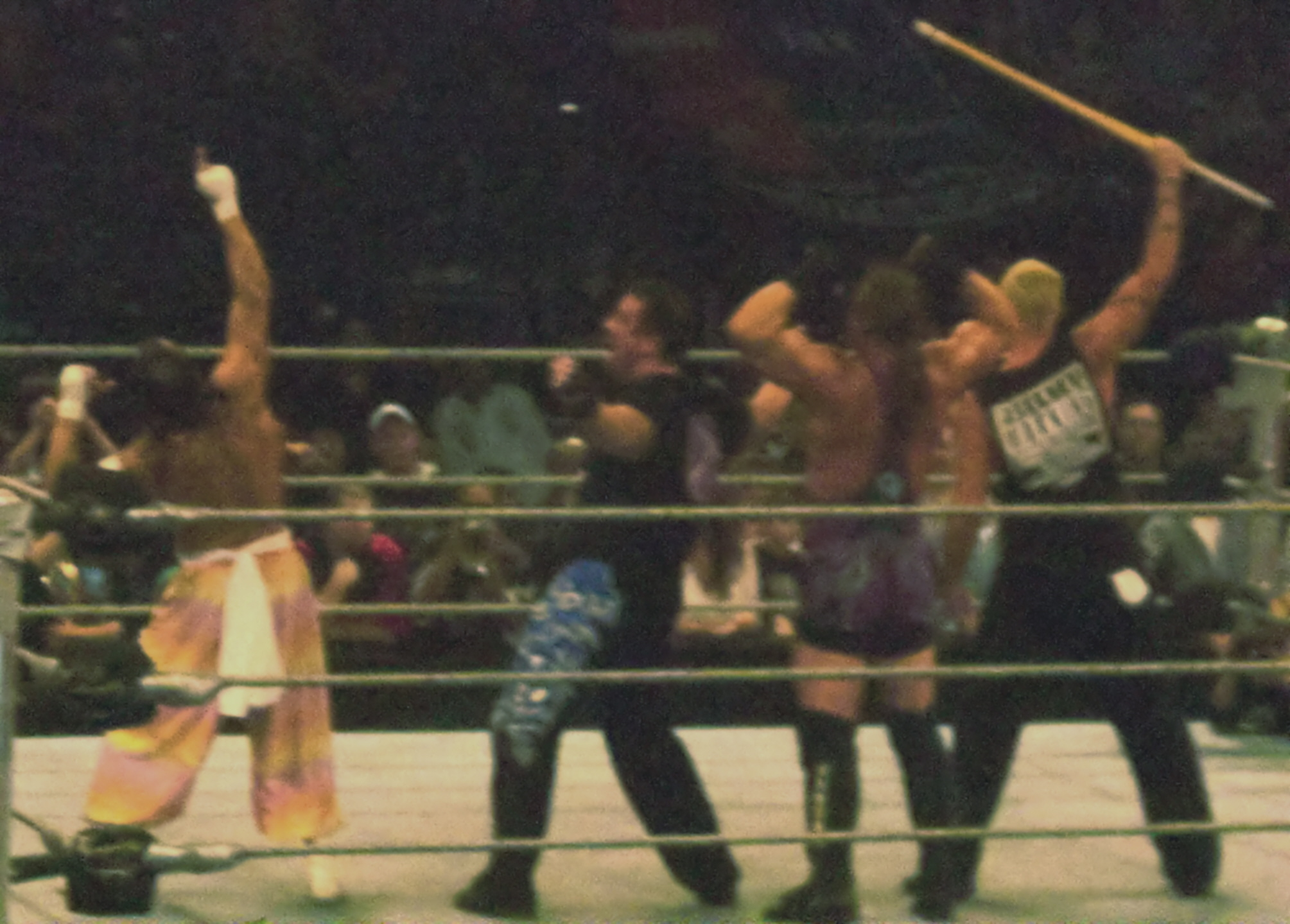
Les ECW Originals.

Par la suite, Sabu rejoint les ECW Originals avec Rob Van Dam, Tommy Dreamer et The Sandman. Ils entament une rivalité avec la New Breed (Elijah Burke, Kevin Thorn, Monry Brown et Matt Striker). Les ECW Originals les battirent à WrestleMania 23, puis perdirent un match extrême retour au ECW suivant où Elijah Burke fit le tombé sur Sabu après un Elijah Express à travers une table. Les ECW Originals participèrent également à un Fatal4Way extrême pour déterminer l'aspirant numéro au ECW Championship, que Rob Van Dam remporta.
Il a également introduit son oncle The Sheik au WWE Hall of Fame à titre posthume en 2007 avec Rob Van Dam. Le 16 mai 2007, Sabu est libéré de son contrat avec la WWE.

### Circuit indépendant et American Wrestling Rampage (2007-2010)
Le 13 juillet, Sabu intègre la Asistencia Asesoría y Administración en tant que heel. Au show Triplemanía, il fait passer La Parka à travers une table et s'allie avec d'autres heels, Xpac, Ron "the truth" Killings et Konnan. Par la suite, il fait quelques apparitions en tant que membre de l'équipe de Konnan, La Legion Extranjera.
Il effectue également trois matchs à la Australasian Wrestling Federation trois jours de suite : il bat II Cognito le 5 octobre, puis Steve Ravenous, et affronte le AWF Champion, TNT, dans un match qui se termine par un no contest.

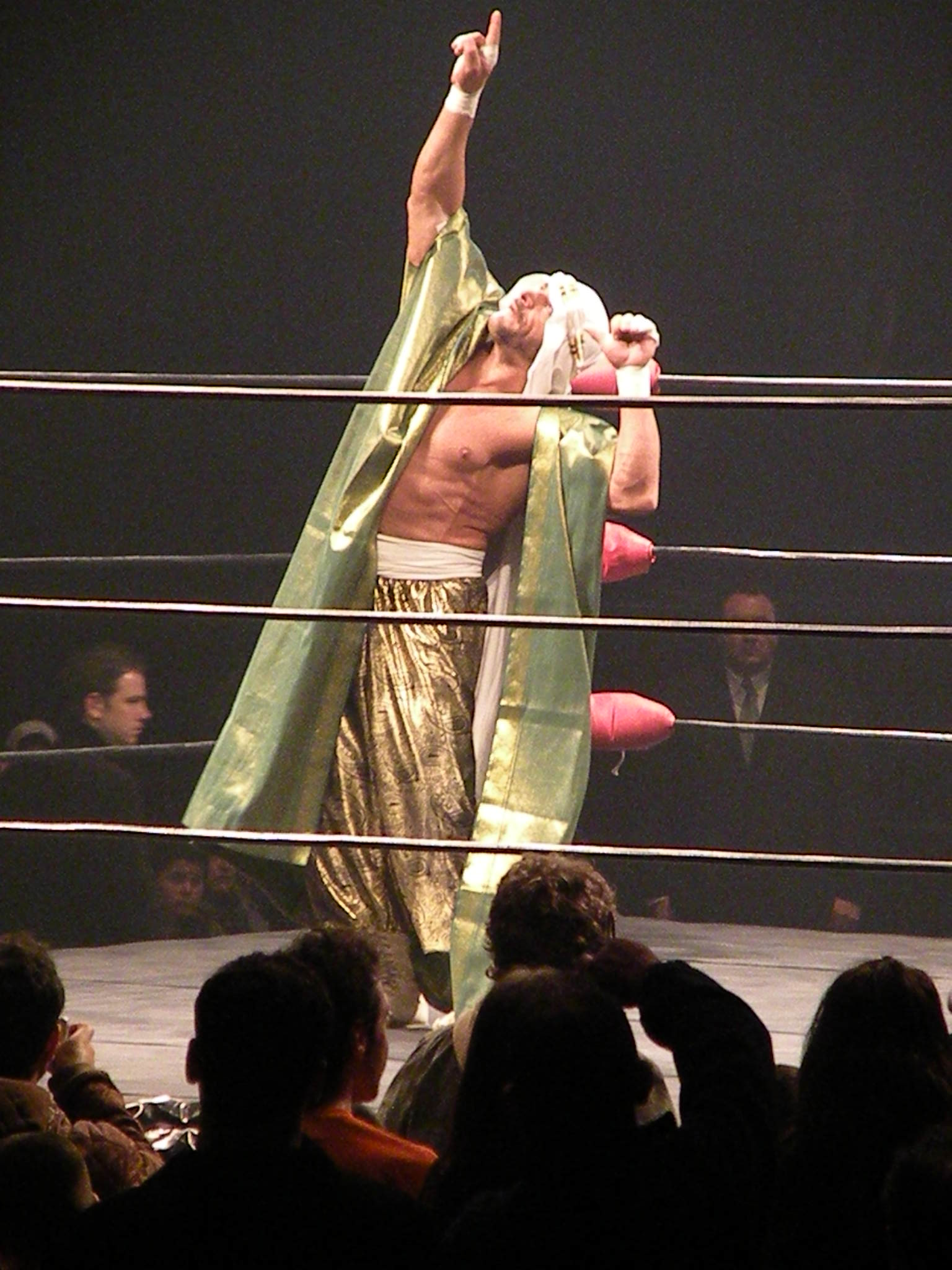
Sabu en mars 09, lors d'un show de la AWR à Paris.

Le 8 février 2008, Sabu fait ses débuts à la CWA Pro Wrestling, brievement sous le pseudonyme de The Crazed Kamikaze avant de reprendre le nom de Sabu. Il participa à un tag team match avec le CWA Heavyweight Champion, Timber, et fit gagner son équipe. Sabu devait affronter le nouveau CWA Heavyweight Champion, Raven, le 10 mai à Fayetteville, mais ne put participer au match à cause d'une blessure.
Le 24 mai, Sabu était censé apparaître à Cold Day in Heel, une réunion de la Xtreme Pro Wrestling, où il devait affronter Raven et Johnny Webb avec Homeless Jimmy. Bien qu'il ait participé à la séance d'autographes avant le show, Terry Funk lui interdit de catcher à cause d'une blessure au dos. Il a cependant tenté d'interférer durant le match, mais Terry Funk lui fit obstacle et tous deux commencèrent à se battre. Sa blessure au dos l'empêcha également de participer à un match prévu à la Independent Wrestling Association Mid-South contre 2 Cold Scorpio. Sabu a fait son retour sur les rings le 20 septembre 2008 à la World Wrestling Council où il a perdu contre Steve Corino.

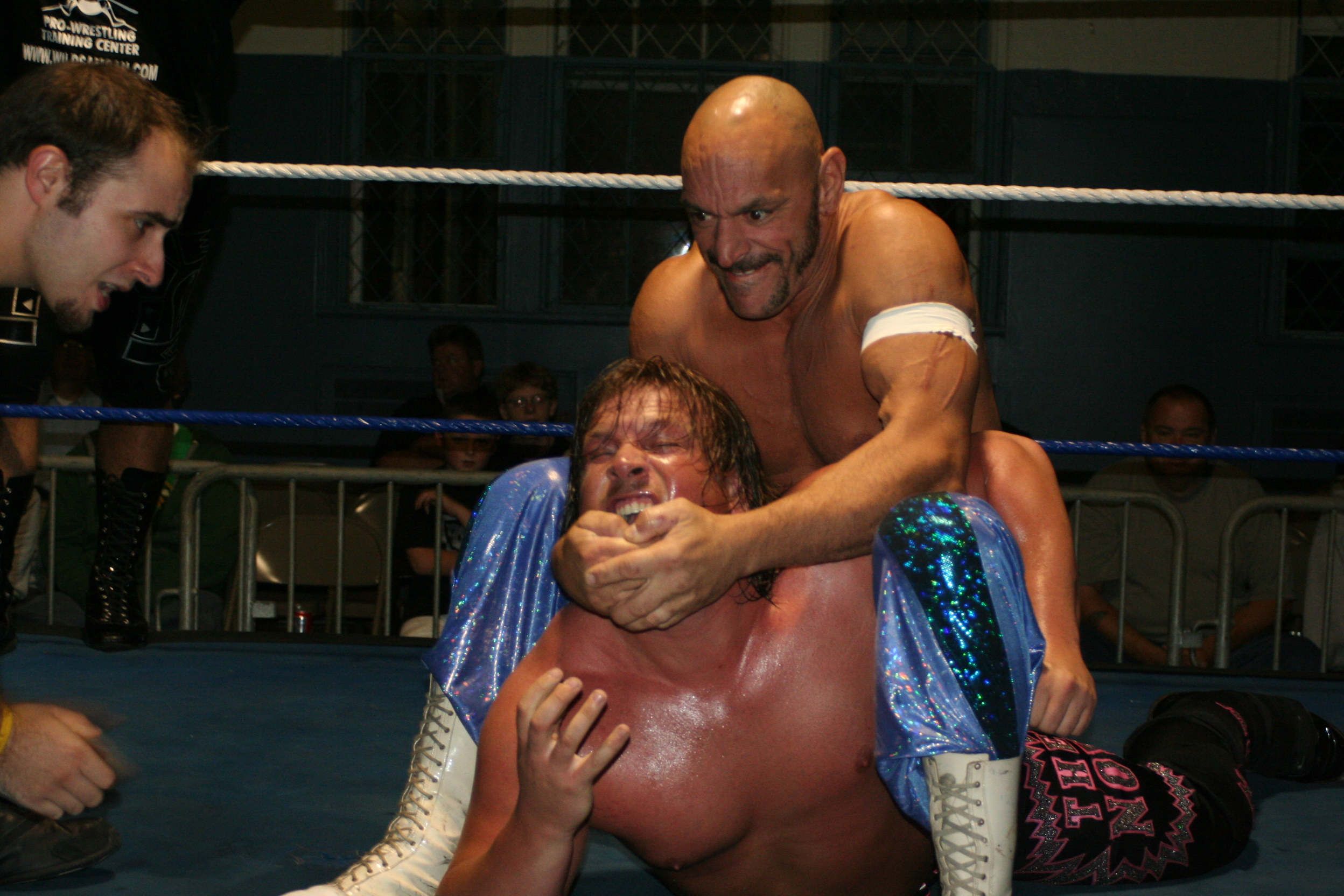
Sabu en novembre 2009 (le crâne rasé), en train d'effectuer une Camel clutch.

Sabu est également apparu aux éditions 2007 et 2009 de Bloodymania, un show annuel qui est une réunion officieuse des anciens de la vieille ECW. En 2007, lui et l'Insane Clown Posse ont battu Trent Acid et The Young Alter Boys, et en 2009, il bat Raven dans un match extrême.
En mars 2009, il rejoint la fédération européenne American Wrestling Rampage. Il participe à un Triple Threat match pour le NLW Championship contre Shawn Maxer et Rob Van Dam, mais c'est ce dernier qui remportera le match.
Le 4 novembre 2009, lui et Balls Mahoney (managés par Tammy Sytch) gagnent contre la Team Perfection dans un extreme rules tag team match. Peu de temps après, Sabu rase complètement ses cheveux caractéristiques.
Il affronte Rob Van Dam pour le AWR Heavyweight Championship les 28 et 29 novembre mais échouera.

### Retour à la TNA (2010)
Sabu fait son retour à la TNA lors du pay-per-view Hardcore Justice, réunion d'anciens catcheurs de la Extreme Championship Wrestling originelle. Il affronte sans succès son ami Rob Van Dam, dans le main-event de la soirée.
Il rejoint ensuite officiellement la TNA ainsi que l'équipe Extreme, Version 2.0. Lors de No Surrender, il affronte Doug Williams pour le Championnat X Division mais échoue.
Lors de Bound for Glory, il fait partie de l'équipe EV 2.0 qui affronte Fortune dans un Steel Cage Asylum Match (match en cage), qu'EV 2.0 remporte. Le 21 octobre il forme une équipe avec Rob Van Dam et perd contre Beer Money Inc. (Robert Roode et James Storm).
Lors de Turning Point, EV 2.0 perd un match par équipe contre Fortune qui laisse à Ric Flair, leader de Fortune, le droit de renvoyer l'un des membres d'EV 2.0 de la TNA. C'est Sabu qu'il choisit ; celui-ci quitte donc la fédération.

### Dragon Gate USA
Lors de Untouchable, lui et AR Fox battent D.U.F dans un No DQ Match. Lors de Way of the Ronin, il affronte Pinkie Sanchez dans un Special Attraction Match qui se finit en « non déclaré ». Lors de Revolt, il perd contre Ricochet dans un match qui comprenait aussi Uhaa Nation, Rich Swann, PAC et AR Fox. Lors de Bushido:Code of the Warrior, il bat Pinkie Sanchez dans un South Philly Street Fight Match. Lors de Freedom Fight, lui, John Davis et A.R. Fox perdent contre D.U.F. dans un Extreme Warfare Match.
La dernière fois que Justin Credible l'a vu, il a retrouvé Sabu inconscient dans sa chambre d'hôtel et a été transféré à l'hôpital. Il est depuis ressorti de l'hôpital et va mieux. 

### Retour à Impact (2019)
Le 4 avril lors de United We Stand, il effectue son retour avec Rob Van Dam et perd avec ce dernier contre les Lucha Brothers.
Le 24 mai à Impact, il vient au secours de Rob Van Dam et Tommy Dreamer attaqués par Moose et The North. Le 31 mai à Impact, il reforme les ECW Originals avec RVD et Tommy Dreamer et ensemble ils battent Moose et The North.

### Game Changer Wrestling(2025): Dernier match
Quatre ans après son dernier combat, il remonte sur le ring et combat officiellement pour la dernière fois le 19 avril 2025 dans un Barbed Wire Match contre Joey Janela lors du show GCW Joey Janela’s Spring Break 9. Un match annoncé comme le dernier avant sa retraite officielle. Ce match aura vu l'apparition de ses vieux compères The Sandman et Bill Alfonso. Sabu remporte le match et est ensuite félicité par Janela qui parle de lui comme de son catcheur préféré, le #1 de son Mount Rushmore du catch, et il lui remet sa plaque de Indie Hall of Famer qu'il n'avait pas récupérée en 2024 lors de son intronisation.

## Palmarès
- Asylum Championship Wrestling
  - 1 fois ACW Heavyweight Championship

- Border City Wrestling
  - 1 fois BCW Can-Am Heavyweight Championship
- Billtown Championship Wrestling
  - 1 fois BCW Heavyweight Championship
- Cutting Edge Wrestling
  - 1 fois CEW Newfoundland Heritage Championship

- Eastern Championship Wrestling / Extreme Championship Wrestling
  - 2 fois ECW World Heavyweight Championship
  - 3 fois ECW World Tag Team Championship - avec Tazz (1) et Rob Van Dam (2)
  - 1 fois ECW World Television Championship
  - 1 fois ECW FTW Heavyweight Championship
  - Hardcore Hall of Fame
  - 2e ECW Triple Crown Champion

- Extreme Wrestling Alliance
  - 1 fois EWA Junior Championship

- European Wrestling Association
  - 2 fois EWA Junior Heavyweight Championship

- Frontier Martial-Arts Wrestling
  - 1 fois FMW World Martial Arts Tag Team Championship - avec Horace Boulder
- Hardcore Championship Wrestling
  - 1 fois HCW Heavyweight Championship

- Insane Wrestling Federation

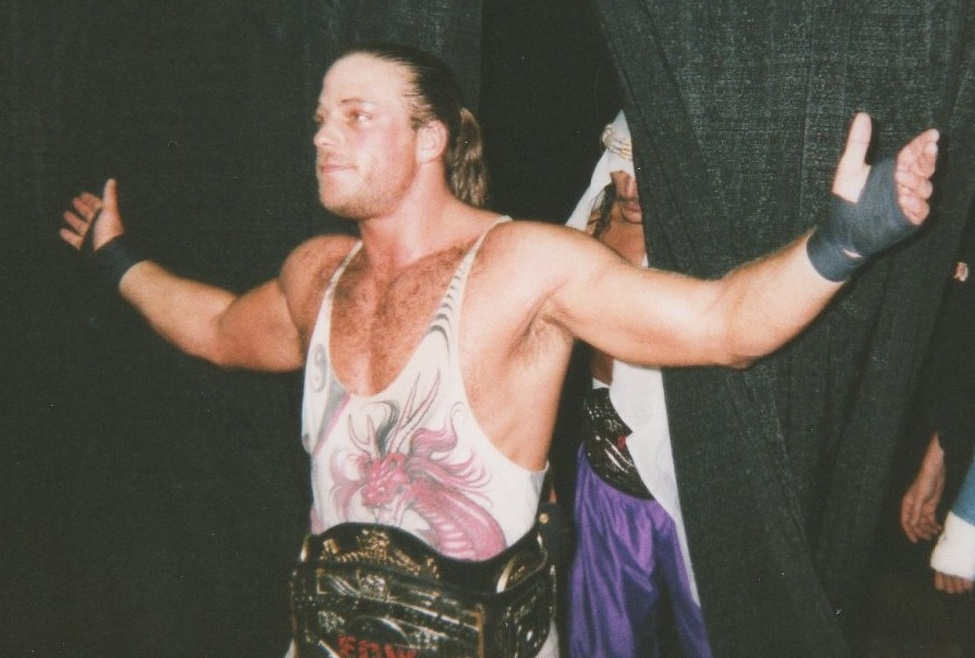
Sabu et Rob Van Dam en tant que ECW World Tag Team Champions.

  - 2 fois IWF Heavyweight Championship

- Juggalo Championship Wrestling
  - 1 fois JCW Heavyweight Championship

- Main Event Championship Wrestling
  - 1 fois MECW Heavyweight Championship

- Motor City Wrestling
  - 1 fois MCW Heavyweight Championship

- National Wrestling Alliance
  - 1 fois NWA Independent World Heavyweight Championship

- NWA Florida
  - 1 fois NWA World Heavyweight Championship

- National Wrestling Conference
  - 2 fois NWC Heavyweight Championship

- New Japan Pro Wrestling
  - 1 fois IWGP Junior Heavyweight Championship
  - 1 fois UWA World Junior Light Heavyweight Championship

- Professional Championship Wrestling
  - 1 fois PCW Television Championship

- Pro-Pain Pro Wrestling
  - 1 fois 3PW Heavyweight Championship
- Pro Wrestling Holland
  - 1 fois Pro Wrestling Holland Championship

- Stampede Wrestling
  - 1 fois Stampede Pacific Heavyweight Championship

- Ultimate Championship Wrestling
  - 1 fois UCW Heavyweight Championship
- UPW Pro Wrestling
  - 2 fois UPW American Championship
- United States Xtreme Wrestling
  - 2 fois UXW United States Heavyweight Championship
- Universal Wrestling Alliance
  - 1 fois UWA Heavyweight Championship
- Wrestling Alliance Revolution
  - 2 fois WAR World Extreme Championship

- World Wrestling Council
  - 1 fois WWC Hardcore Championship
  - 1 fois WWC Universal Heavyweight Championship
- World Wrestling League
  - 1 fois WWL Extreme Championship
- Xtreme Intense Championship Wrestling
  - 1 fois XICW Xtreme Championship
- Xtreme Latin American Wrestling
  - 1 fois X-LAW International Championship

- Xtreme Pro Wrestling
  - 1 fois XPW World Heavyweight Championship

## Récompenses des magazines
- Pro Wrestling Illustrated

| Année | 1991 | 1992 | 1993 | 1994 | 1995 | 1996 | 1997 | 1998 | 1999 | 2000 | 2001 | 2002 | 2003 | 2004 | 2005       | 2006 | 2007 | 2008 | 2009 | 2010       | 2011 | 2012 |
| ----- | ---- | ---- | ---- | ---- | ---- | ---- | ---- | ---- | ---- | ---- | ---- | ---- | ---- | ---- | ---------- | ---- | ---- | ---- | ---- | ---------- | ---- | ---- |
| Rang  | 389  | 79   | 56   | 12   | 5    | 9    | 34   | 33   | 32   | 38   | 57   | 133  | 135  | 146  | Non classé | 92   | 58   | 250  | 396  | Non classé | 239  | 304  |